# 田中泰二郎
田中 泰二郎（たなか たいじろう、1963年1月5日 - ）は、埼玉県出身のプロゴルファー。

## 来歴
1980年に世界ゴルフジュニア選手権の15～17歳部門で優勝し、日本大学ゴルフ部では金子柱憲・東聡の2年後輩、米山剛・芹澤大介の2年先輩に当たる 。
1982年にはアジアサーキット・マレーシアオープンに出場し、2日目に市川幹雄と並んで首位タイのテリー・ゲール（ オーストラリア）、デニー・ペプラー（ アメリカ合衆国）と2打差の5位タイと健闘。
1984年のアジアサーキットでは香港オープンでベストアマを獲得し、マレーシアオープンでは初日を5バーディー、1ボギーで古木譲二と共に4アンダー67の首位に立ったが、2日目には73とスコアを崩し、通算140で9位タイに後退。
卒業後の1986年4月にプロ入りし、ゼンリン福岡オープンで優勝。
1987年にはミズノプロ新人で優勝し、三菱ギャランでは金井清一、グラハム・マーシュ（オーストラリア）と並んでの4位タイ、東北クラシックでは牧野裕・三上法夫・渡辺司と並んでの5位タイ、関東プロ4位、大京オープンではブライアン・ジョーンズ（オーストラリア）、デビッド・イシイ（アメリカ）、秋富由利夫・謝敏男（ 中華民国）・飯合肇と並んでの8位タイに入った。
1988年にはハワイパールオープンで日本勢最上位でイシイと並んでの2位タイ、ダンロップオープンで尾崎将司・イシイに次ぐ3位、フジサンケイクラシックでは尾崎直道・中村通と並んでの3位タイに入った。
1989年にはマルマンオープンで新関善美・白浜育男と並んでの6位タイ、大京オープンでは川上典一・中村と並んでの10位タイに入った。
2003年のJCBクラシック仙台を最後にレギュラーツアーから引退し、現在はNHKをはじめ、CS、BSなどのラウンドレポーターや解説者として活躍。

## 主な優勝
- 1986年 - ゼンリン福岡オープン
- 1987年 - ミズノプロ新人